# Bianca (Leonardo Monteiro)
Bianca è il primo singolo del cantante svizzero Leonardo Monteiro, pubblicato nel 2018.

## Descrizione
Con questo brano, composto da Vladi Tosetto e con testo di Marco Ciappelli, Monteiro vince il concorso canoro Area Sanremo nel 2017. Nel dicembre dello stesso anno lo canta dal vivo su Rai 1 a Sarà Sanremo, programma condotto da Claudia Gerini e Federico Russo.
Il brano del cantante elvetico nel 2018 partecipa al sessantottesimo Festival di Sanremo fra le Nuove Proposte, vincendo il Premio PMI "Valore alla musica". Nello stesso anno l'artista propone il brano durante varie manifestazioni e programmi televisivi e radiofonici, fra cui Radio Italia Live, Pop around the clock, Telethon e Domenica in.

## Video musicale
Il videoclip del brano, diretto da Roberto Pignataro, è girato sul Lago di Varese anche con l'uso di un drone e vede protagonisti Leonardo Monteiro ed Elena Gancheva.

## Riconoscimenti
- 2017 - Area Sanremo - Vincitore
- 2018 - Premio PMI "Valore alla musica".